# Haruka Iwasa
Haruka Iwasa (jap. 岩佐 明香, Iwasa Haruka; * 12. April 1996 in Sapporo) ist eine japanische Skispringerin.

## Werdegang
Iwasa gab am 9. März 2011 auf der Zaō-Schanze in Yamagata ihr Debüt im Continental Cup und belegte den 29. Platz.
Am 28. September 2013 belegte Iwasa bei einem FIS-Springenim im rumänischen Râșnov den dritten Platz  und holte sich am Folgetag den Tagessieg. Im Januar 2014 konnte sie sich nicht für das Weltcup-Springen in Sapporo qualifizieren. Bei einem reduzierten Starterfeld gab sie schließlich eine Woche später in Zaō ihr Weltcupdebüt und belegte Platz 42.
Bei der Juniorenweltmeisterschaft 2014 im Val di Fiemme belegte sie im Einzel von der Normalschanze Platz vier und gewann gemeinsam mit Yurina Yamada, Yūki Itō und Sara Takanashi Gold im Teamwettbewerb.
Bei der Winter-Universiade 2017 in Almaty gewann Iwasa die Goldmedaille im Einzelwettbewerb vor Yuka Kobayashi und Marta Křepelková, im Mannschaftswettbewerb mit ihrer Landsfrau Yuka Kobayashi vor Tschechien und Russland und im Mixedwettbewerb mit ihrem Landsmann Naoki Nakamura vor Tschechien und der zweiten japanischen Mannschaft.

## Erfolge

### Weltcup-Platzierungen
| Saison  | Platz | Punkte |
| ------- | ----- | ------ |
| 2016/17 | 50.   | 09     |
| 2017/18 | 39.   | 27     |
| 2018/19 | 52.   | 05     |
| 2021/22 | 43.   | 22     |
| 2022/23 | 57.   | 04     |

### Grand-Prix-Platzierungen
| Saison | Platz | Punkte |
| ------ | ----- | ------ |
| 2018   | 35.   | 14     |
| 2019   | 35.   | 09     |
| 2021   | 32.   | 47     |
| 2022   | 35.   | 29     |

### Continental-Cup-Platzierungen
| Saison  | Platz | Punkte |
| ------- | ----- | ------ |
| 2010/11 | 85.   | 02     |
| 2015/16 | 27.   | 47     |
| 2019/20 | 66.   | 36     |